# Oltre la vita e la morte
Episodio 29 (Episode 29), conosciuto anche con il titolo Oltre la vita e la morte (Beyond Life and Death), è il ventiduesimo ed ultimo episodio della seconda stagione della serie televisiva I segreti di Twin Peaks. Oltre la vita e la morte rimase l'episodio conclusivo di Twin Peaks per oltre 25 anni, fino all'avvento della terza serie, Twin Peaks - Il ritorno, nel 2017. All'epoca della sua prima trasmissione nel 1991, la puntata fu mandata in onda insieme all'episodio precedente, Miss Twin Peaks, così da formare un finale in due parti della durata di circa due ore. L'episodio è stato scritto dal co-creatore della serie Mark Frost, dal produttore Harley Peyton e dallo sceneggiatore regolare Robert Engels; e vede il ritorno alla regia di David Lynch, che apportò significative modifiche alla prima stesura della sceneggiatura.
È stato trasmesso per la prima volta il 10 giugno 1991 sul canale televisivo ABC negli Stati Uniti d'America, mentre la prima visione in lingua italiana è stata l'11 giugno 1991 su Canale 5. Negli Stati Uniti, l'episodio fu visto da 10,4 milioni di telespettatori, circa il 12% del pubblico totale. Accolto favorevolmente da critica e pubblico, molti dei punti lasciati in sospeso nella puntata sono stati esplorati nel libro Le vite segrete di Twin Peaks del 2016, e, meno direttamente, nel film Twin Peaks: Fuoco cammina con me del 1992, in Twin Peaks: The Missing Pieces (2014) e Twin Peaks - Il ritorno (2017).

## Trama
(La Signora Ceppo nel prologo)
Windom Earle sembra essere sparito, ma Pete rivela che la sua auto è stata rubata dalla Signora Ceppo, in realtà lo stesso Windom travestito, indicando una via nei boschi dove era fuggito. La stessa Signora Ceppo darà a Cooper un olio speciale che, come le diceva il marito, serve per aprire un "cancello". Anche Ronette Pulaski riconoscerà quel tipo di olio dallo stesso odore avvertito quando Laura Palmer venne uccisa. Intanto Nadine, colpita alla testa durante il black-out, riacquista la sua memoria. Benjamin Horne sarà colpito dal dottor Hayward in casa di quest'ultimo, nonostante i suoi buoni propositi, a causa dei sospetti di Donna Hayward riguardo alla sua paternità, rimanendo gravemente ferito al volto. Dale Cooper arriva alla Loggia Nera e ritrova la stessa stanza con tende rosse e il Nano visto nei suoi sogni. Al di fuori della Loggia, Andy e lo sceriffo Truman aspettano l'agente speciale. Nel frattempo, Audrey inizia una singolare protesta contro la banca del paese, a causa del famoso progetto Ghostwood, incatenandosi ai cancelli della cassaforte. In quel momento alla stessa banca giungono Andrew Packard e Pete Martell, intenzionati ad aprire la cassetta con la loro chiave. Il contenuto della cassetta, però, sarà una bomba, innescata proprio all'apertura. Cooper, ancora nella Loggia, parla con il Nano, che gli dirà che in quel posto rivedrà alcuni suoi amici. Difatti, Dale rivedrà il Gigante, Laura Palmer, Maddy Ferguson, Leland Palmer, Caroline, Annie, Bob, e un suo doppio, un doppelgänger, che lo inseguirà tra le sale della Loggia. Cooper riuscirà a uscire fuori dal posto insieme ad Annie e sarà lo sceriffo Truman a riportarli, ancora incoscienti, alla città. Svegliatosi nella sua camera d'albergo al Great Northern Hotel, Dale Cooper si rivelerà posseduto da BOB, mettendo in mostra il lato malvagio e la sua inquietante risata.

## Produzione

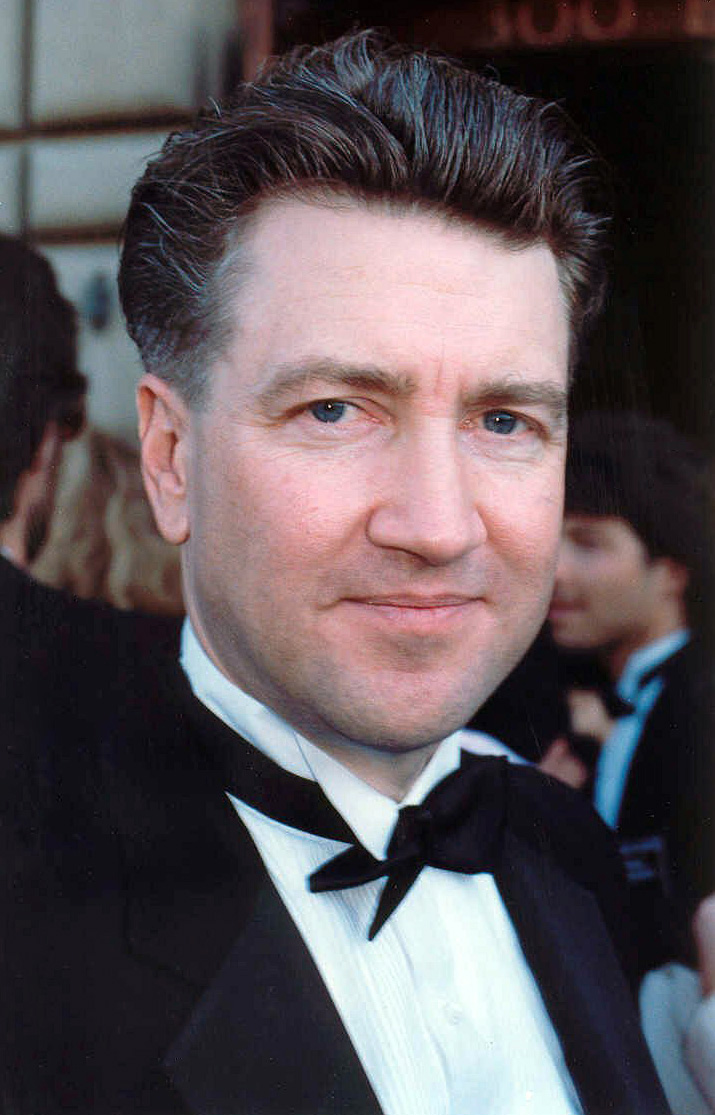
David Lynch nel 1990

Gli sceneggiatori ufficialmente accreditati per l'episodio sono Mark Frost, Harley Peyton e Robert Engels. Tuttavia, David Lynch revisionò significativamente il copione; pur mantenendo la struttura generale dell'episodio, egli modificò gran parte dei dialoghi e molte scene, soprattutto quelle ambientate nella Loggia Nera, rendendole più affini alle sequenze oniriche della prima stagione. Inoltre Lynch ampliò il cast, aggiungendo personaggi che non c'erano nella sceneggiatura originale, come Ronette Pulaski, Maddy Ferguson, la famiglia Palmer, e la Signora Ceppo, alcuni dei quali non comparivano nella serie da diverso tempo.
James Marshall, Joan Chen e Piper Laurie non appaiono nell'episodio.
In un'intervista rilasciata a Chris Rodley, Lynch disse che l'ultima puntata "era già stata scritta, ma quando si arrivava nella Loggia Nera, era, secondo lui, completamente e totalmente sbagliata". E così cambiò quella parte.
Le maggiori modifiche apportate da Lynch al copione originale furono:
- La Signora Ceppo e Ronette Pulaski non erano presenti nella prima stesura della sceneggiatura.
- Il confronto tra Benjamin Horne e gli Hayward è più o meno lo stesso, anche se ci sono maggiori dialoghi nella prima versione. Inoltre, nel copione originale, Doc Hayward spinge Ben, che va a sbattere la testa contro un tavolino da caffè; un preoccupato Doc Hayward soccorre Ben e si scusa per l'accaduto. Nella scena girata, Doc Hayward dà un pugno a Ben, che sbatte la testa contro il camino; Doc Hayward, terrorizzato, non va in aiuto di Ben che resta gravemente ferito ed esanime.
- Nel copione originale, Hawk e il maggiore Briggs trovano Leo Johnson nella baracca di Windom Earle. Leo istintivamente comincia a parlare quando li vede, facendo così scattare la trappola messa da Earle. Lynch rimpiazzò questa scena con un'altra sequenza all'interno del Double R Diner con Bobby, Shelly, il maggiore Briggs, la signora Briggs, il dottor Jacoby, Sarah Palmer, e Heidi la cameriera tedesca. Con l'eccezione del maggiore Briggs, nessuno di questi personaggi era presente nella prima versione della sceneggiatura. Nel girato, Leo si vede solo brevemente, tramite immagini tratte dall'episodio precedente; e il suo destino è lasciato irrisolto.
- Nel copione originale, Pete Martell non accompagna in banca Andrew Packard. Invece, Catherine Martell corre alla banca appena prima che Andrew faccia accidentalmente esplodere la bomba. Catherine non compare nella versione girata dell'episodio, e nella sceneggiatura originale, Pete appare solamente nell'ufficio dello sceriffo all'inizio dell'episodio.
- Nella sceneggiatura originale, lo sceriffo Truman ha una visione di una donna scura che indossa una cotta di maglia, con in mano una spada e uno scudo.

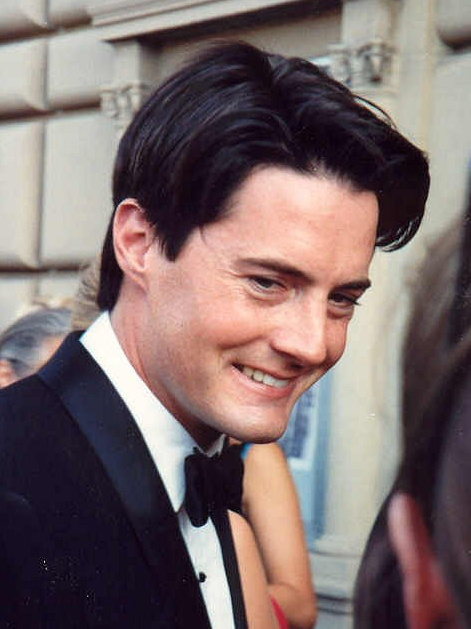
Kyle MacLachlan nel 1991

- Le sequenze nella Loggia Nera sono quasi del tutto diverse nel copione originale: appare una versione spettrale del Great Northern; Windom Earle ha molti più dialoghi; non si parla al contrario; Laura Palmer appare solo per un istante e senza proferire parola; il cantante nella Loggia Nera, il Nano, il Gigante, Maddy Ferguson, e Leland Palmer sono tutti personaggi assenti. Il destino di Windom Earle è meno brusco: finisce incatenato alla sedia di un dentista con Bob come torturatore.
- Il colpo di scena finale dove viene rivelato che il doppelgänger di Cooper è stato posseduto dallo spirito di Bob è più sottile nella sceneggiatura originale. Nella scena nel bagno, Cooper spreme il tubetto del dentifricio sullo spazzolino da denti, guarda nello specchio e sorride, con il riflesso di Bob alle spalle; e la puntata termina così. Nella versione finale, Cooper spreme tutto il tubetto del dentifricio nel lavandino, vede il riflesso di Bob nello specchio, sbatte la testa contro di esso provocandosi una ferita, ripete incessantemente: «Come sta Annie?», e ride in maniera incontrollata con un tono malvagio.

## Le vite segrete di Twin Peaks
Il libro Le vite segrete di Twin Peaks (The Secret History of Twin Peaks) del 2016 pubblicato da Mark Frost in occasione del rilancio del 2017 della serie, approfondisce alcuni degli eventi che accadono in Oltre la vita e la morte. Il libro è scritto come fosse un dossier compilato da un non identificato (all'inizio) residente di Twin Peaks. In esso viene rivelato che Audrey Horne è sopravvissuta allo scoppio della bomba nella banca, ma che Pete Martell e Andrew Packard morirono entrambi. Dal libro veniamo anche a sapere che Benjamin Horne sopravvisse alla ferita conseguita durante la colluttazione con Doc Hayward e successivamente acquistò tutte le proprietà di Catherine Martell a Twin Peaks ampliando il suo controllo sulla città. Catherine divenne una reclusa.
Il fato dell'agente Cooper viene accennato quando si scopre alla fine che il dossier è opera del maggiore Garland Briggs, che, dopo gli eventi del finale, scoprì come Cooper fosse la "chiave" per svelare i misteri irrisolti del Progetto Blue Book e della Loggia Nera. Dopo aver sentito che Cooper era tornato al Great Northern Hotel dopo la sua esperienza nella Loggia, Briggs chiese a Cooper di raggiungerlo a casa sua per discutere della cosa. Più tardi quella stessa sera, Cooper va a casa di Briggs, ma quello che succede non è specificato. Le ultime parole scritte da Briggs nel dossier rivelano che Cooper lasciò casa sua e il maggiore si accorse che qualcosa non andava in lui; poi scrisse di aver capito cosa doveva fare e il messaggio in codice richiesta d'aiuto "M*A*Y*D*A*Y". Il dossier termina con queste ultime parole.

## Curiosità
- Ad un certo punto, Sarah Palmer, nella versione italiana dell'episodio, posseduta da uno spirito della Loggia, dice a Garland Briggs: «Sono qui, nella Loggia Nera con Windom Earle». Nella versione originale, al posto di Windom Earle, viene citato Cooper, il che spiega l'espressione spaventata del maggiore Briggs. Trattasi di un errore nella localizzazione in italiano della puntata in fase di doppiaggio.
- Al posto degli abituali titoli di coda, l'episodio termina sull'inquadratura di una tazza di caffè sopra un tavolo in una stanza rossa. Lentamente, il volto sorridente di Laura Palmer appare nel caffè.
- La scena dove il doppio di Cooper vede BOB nello specchio fu girata posizionando MacLachlan e Silva uno davanti all'altro dietro un vetro.[6]